# Oratorio della Beata Giovanna Falconieri
L'oratorio della Beata Giovanna Falconieri si trova a Roncapiano, frazione del comune di Breggia in Canton Ticino. 
Benedetto nel 1802, è un edificio rettangolare con abside poligonale in stile neoclassico. Il campanile non è in asse con la struttura. La facciata, preceduta da un portico con pilastri successivo alla costruzione, è dotata di un timpano triangolare. La navata, dotata di volta a vela ribassata, è suddivisa da paraste ioniche che fanno spazio alla Sacra Famiglia, olio su tela del XVI-XVII secolo. Più recente il dipinto ospitato dal coro, Santa Giuliana Falconieri, settecentesco. Nel restauro più recente, quello del 2000, è stato rimosso un altare in stile neoclassico tardo.